# 古巴国务委员会主席
古巴國務委員會主席（Presidente del Consejo de Estado）是全國人民政權代表大會常設機關國務委員會的領導人，1976年至2019年間曾为古巴共和國的國家元首。
古巴在1976年废除總統制之后至2019年设立国家主席之前，國務委員會為國家元首機關，國務委員會主席作为集體元首代表行使国家元首职权。1976年后，仍有部分中文媒体將職務名稱翻譯為「古巴總統」。1976年至2019年间的三任主席均兼任古巴部長會議主席（Presidente del Consejo de Ministros），同時行使政府首腦的職權，兩個職務的任期同為一屆五年，由全國人民政權代表大會選舉產生。2018年以前，該職由古巴共產黨最高負責人，中央委員會第一書記兼任。首任主席是菲德尔·卡斯特罗，首任非中央委員會第一書記兼任的国务委员会主席是2018年4月当选的米格尔·迪亚斯-卡内尔。
2019年7月13日，古巴第九届全国人民政权代表大会第三次会议通过新的《选举法》，确定古巴将设立国家主席为国家元首，设政府总理为政府首腦。2019年10月10日，埃斯特万·拉索·埃尔南德斯被任命为新一任的古巴国务委员会主席，总理由新任国家主席米格尔·迪亚斯-卡内尔代理，古巴国务委员会主席不再行使国家元首职能，也不再兼任政府首腦。

## 历任国务委员会主席
| #                                                    | 肖像                         | 姓名 （生－卒）                     | 所属政党   | 国籍 | 任期                                  | 第一副主席                                         |
| ---------------------------------------------------- | ---------------------------- | ----------------------------------- | ---------- | ---- | ------------------------------------- | -------------------------------------------------- |
| 古巴共和国国务委员会主席（国家元首、政府首脑时期）   |                              |                                     |            |      |                                       |                                                    |
| 1                                                    |                              | 菲德尔·卡斯特罗 （1926－2016）      | 古巴共產黨 | 古巴 | 1976年12月3日－2008年2月24日          | 勞尔·卡斯特罗 何塞·马查多                          |
| —                                                    |                              | 勞尔·卡斯特罗 （1931－）            | 古巴共產黨 | 古巴 | 2006年7月31日－2008年2月24日 代理主席 | 何塞·马查多 米格尔·迪亚斯-卡内尔                   |
| 2                                                    | 2008年2月24日－2018年4月19日 | 勞尔·卡斯特罗 （1931－）            | 古巴共產黨 | 古巴 |                                       | 何塞·马查多 米格尔·迪亚斯-卡内尔                   |
| 3                                                    |                              | 米格尔·迪亚斯-卡内尔 （1960－）     | 古巴共產黨 | 古巴 | 2018年4月19日－2019年10月10日         | 萨尔瓦多·巴尔德斯·梅萨 （Salvador Valdés Mesa）    |
| 古巴共和国国务委员会主席（非国家元首、政府首脑时期） |                              |                                     |            |      |                                       |                                                    |
| 1                                                    |                              | 埃斯特万·拉索·埃尔南德斯 （1944－） | 古巴共產黨 | 古巴 | 2019年10月10日 -                      | 安娜·玛丽亚·玛丽·马查多 （Ana María Marí Machado） |

## 外部連結
- Cuba - WORLD STATESMEN.org（页面存档备份，存于）

| 前任： 古巴总统 | 古巴国家元首 1976年－2019年 | 繼任： 古巴共和国主席 |